# اخترشناسی آماتوری

ستاره شناسان آماتور آسمان شب را در هنگام بارش شهابی برساوشی تماشا می‌کنند.

اخترشناسی آماتوری یا نجوم غیرحرفه‌ای، به فعالیت، مطالعه و تحقیق غیرحرفه‌ای و صرفاً بر اساس علاقه در زمینه اخترشناسی گفته می‌شود.
نجوم آماتوری سرگرمی است که در آن شرکت کنندگان از مشاهده یا تصویربرداری از اجرام آسمانی در آسمان با استفاده از چشم غیر مسلح، دوربین دوچشمی یا تلسکوپ لذت می‌برند. اگرچه تحقیقات علمی ممکن است هدف اصلی آنها نباشد، برخی از ستاره شناسان آماتور در انجام علم شهروندی مشارکت می‌کنند، مانند نظارت بر ستارگان متغیر، ستاره‌های دوتایی، لکه‌های خورشیدی، یا اختفای ستاره‌ها توسط ماه یا سیارک‌ها، یا با کشف رویدادهای گذرای نجومی، مانند دنباله‌دارها، نواهای کهکشانی یا ابرنواخترها در کهکشان‌های دیگر.
منجمان آماتور از رشته نجوم به عنوان منبع اصلی درآمد یا حمایت خود استفاده نمی‌کنند و معمولاً مدرک حرفه‌ای در اخترفیزیک یا آموزش آکادمیک پیشرفته در این زمینه ندارند. بیشتر آماتورها سرگرمی هستند، در حالی که دیگران تجربه بالایی در نجوم دارند و اغلب ممکن است در کنار ستاره شناسان حرفه‌ای کمک کنند و کار کنند. بسیاری از ستاره شناسان آسمان را در طول تاریخ در چارچوبی آماتور مطالعه کرده‌اند. با این حال، از آغاز قرن بیستم، نجوم حرفه‌ای به فعالیتی تبدیل شده است که به وضوح از نجوم آماتوری و فعالیت‌های مرتبط متمایز می‌شود.
منجمان آماتور معمولاً آسمان را در شب مشاهده می‌کنند، زمانی که اکثر اجرام آسمانی و رویدادهای نجومی قابل مشاهده هستند، اما دیگران در طول روز با مشاهده خورشید و خورشید گرفتگی مشاهده می‌کنند. برخی فقط با استفاده از چشم یا دوربین دوچشمی خود به آسمان نگاه می‌کنند، اما آماتورهای متعهدتر اغلب از تلسکوپ‌های قابل حمل یا تلسکوپ‌هایی استفاده می‌کنند که در رصدخانه‌های خصوصی یا باشگاهی خود قرار دارند. آماتورها همچنین به انجمن‌های نجومی آماتوری می‌پیوندند که می‌توانند به آنها توصیه کنند، آموزش دهند یا آنها را در راه یافتن و مشاهده اجرام سماوی راهنمایی کنند. آنها همچنین علم نجوم را در بین عموم مردم ترویج می‌کنند.

## حوزه فعالیت امروز
امروزه حوزه فعالیت آماتورها به جهات مختلفی از جمله رصد با چشم باز بارش‌های شهابی، برگزاری تورهای عمومی ستاره گردی، رصد ماه گرفتگی یا خورشید گرفتگی، ستاره‌های دنباله دار، ستاره‌های دوتایی، ردیابی ماهواره ای و … متنوع شده است. و به ویژه رصد بصری آسمان شب، که اغلب با استفاده از تلسکوپ‌های بازتابی بزرگ و خودساخته انجام می‌شود. از حدود سال ۲۰۰۰، عکاسی از اجرام آسمانی (عکاسی نجومی) اهمیت فزاینده ای پیدا کرده است، به ویژه آ. به دلیل در دسترس بودن دوربین‌های CCD مناسب.
اخترشناسان سرگرمی همچنین وظایف علمی مرتبط را بر عهده می‌گیرند - مانند نظارت بر ستارگان متغیر و فعالیت خورشیدی، ساختارهای ابر در مشتری یا نهفته شدن ستاره‌ها در ماه، ردیابی و اندازه‌گیری مدارهای دنباله دارها یا یافتن سیارک‌های گم شده. سرگرمی ویژه دوستان کار دقیق بیمار، ساختن خود تلسکوپ، ساخت تلسکوپ آماتور است. برخی از باشگاه‌های نجومی دوره‌های آسیاب آینه خود را ارائه می‌دهند.

## جوامع

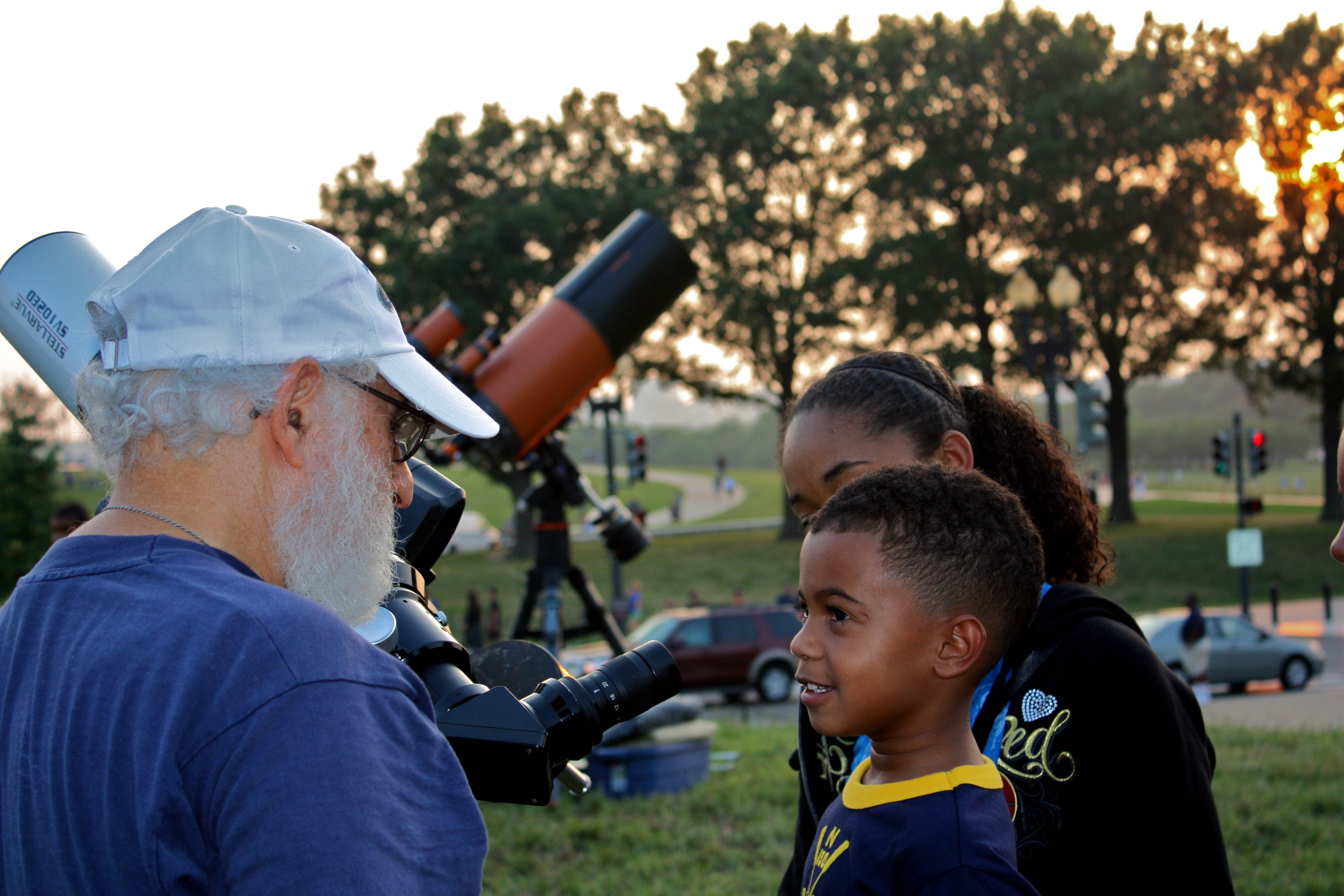
Amateur astronomy groups

تعداد زیادی انجمن‌های نجومی آماتور در سراسر جهان وجود دارد که به عنوان نقطه ملاقات علاقه مندان به نجوم آماتوری عمل می‌کند. اعضا از ناظران فعال با تجهیزات خاص خود گرفته تا «اخترشناسان صندلی راحتی» که صرفاً به موضوع علاقه‌مند هستند. جوامع در اهداف و فعالیت‌های خود طیف گسترده‌ای دارند، که ممکن است به عوامل مختلفی مانند گستردگی جغرافیایی، شرایط محلی، اندازه و عضویت بستگی داشته باشد. برای مثال، یک جامعه محلی کوچک واقع در حومه‌های تاریک ممکن است بر مشاهده عملی و ستاره‌های مهمانی تمرکز کند، در حالی که یک جامعه بزرگ مستقر در یک شهر بزرگ ممکن است اعضای متعددی داشته باشد اما توسط آلودگی نوری محدود شود و در نتیجه حفظ شود. در عوض، جلسات منظم داخلی با سخنرانان مهمان. مجامع بزرگ ملی یا بین‌المللی عموماً مجله یا خبرنامه خود را منتشر می‌کنند، و برخی جلسات بزرگ چند روزه شبیه به یک کنفرانس علمی یا کنوانسیون برگزار می‌کنند.. آنها همچنین ممکن است دارای بخش‌هایی باشند که به موضوعات خاصی مانند رصد ماه یا ساخت تلسکوپ آماتور اختصاص داده شده است.